# 橡树岭 (安大略省)
橡树岭（英語：Oak Ridges）是加拿大安大略省约克区列治文山市的一个社区，位處列治文山的北部地域，離多伦多以北約20公里，是大多伦多地区的一部分。橡樹嶺北臨奧羅拉，西及皇帝市（King City），東臨。橡樹嶺構成列治文山市議會第一市選區的大部分範圍；據2016年加拿大人口普查，第一市選區的人口為38,140。

## 历史

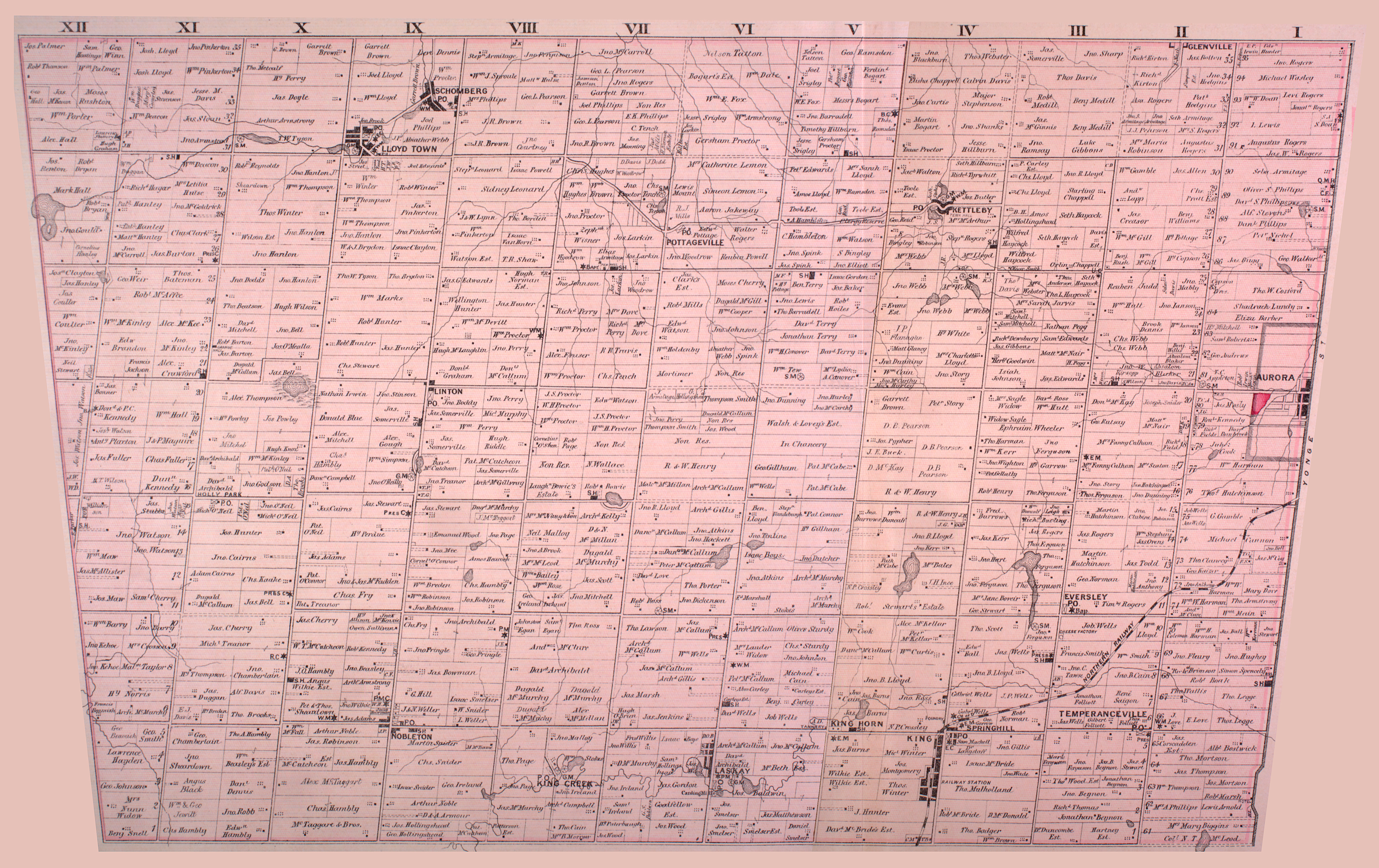
1878年皇帝鎮（King Township）南部地圖；當時皇帝鎮的東界為央街。地圖上的61號-70號地段即現橡樹嶺區的西北部。

1799年，包括約瑟夫·熱納維耶夫（Joseph Geneviève）在內的一群法裔殖民獲英國政府批准，沿央街在現橡树岭一帶建立聚落。該聚落原名為溫德姆（Windham），以紀念時任英國戰時大臣威廉·溫德姆。熱納維耶夫其後遷居別處，而到了1840年介乎皇帝鄉-旺鄉鎮線至15側道的地域則稱為橡樹嶺。當時橡樹嶺並未設立地方建制，央街以西的地域歸皇帝鎮管轄，央街以東的地域則歸懷特徹奇鎮（Whitchurch Township）管轄。
紹姆貝格與奧羅拉鐵路（Schomberg and Aurora Railway）於1896年成立，1902年開通至橡樹嶺，「奧羅拉」總站實際位於橡樹嶺央街和邦德坊（Bond Crescent）交界的西北角。鐵路開通後該社區一分為二，車站以北的地域續稱橡樹嶺，以南的地域則稱為紹姆貝格匯（Schomberg Junction）。鐵路於1927年停駛，「紹姆貝格匯」 一名亦隨之消失。
約克縣於1971年改組成約克區，列治文山則同時從皇帝鎮和懷特徹奇鎮吞併布盧明頓道（Bloomington Road）以南的地域，橡樹嶺社區和周邊地帶自此歸列治文山管轄。隨着社區需求漸見殷切，列治文山政府在區内籌建橡樹嶺社區中心，並於2012年6月落成啓用。

## 教育
橡樹嶺區内有八間公立英語小学，分別由約克郡教育局和約克天主教教育局营運，而區内唯一一間公立法語小學則由我的未來天主教教育局（Conseil scolaire catholique MonAvenir）營運。區内沒有中學，但位於奧羅拉的卡特樞機主教天主教中學（英語）和復興天主教中學（法語）皆離此地不遠。

## 交通

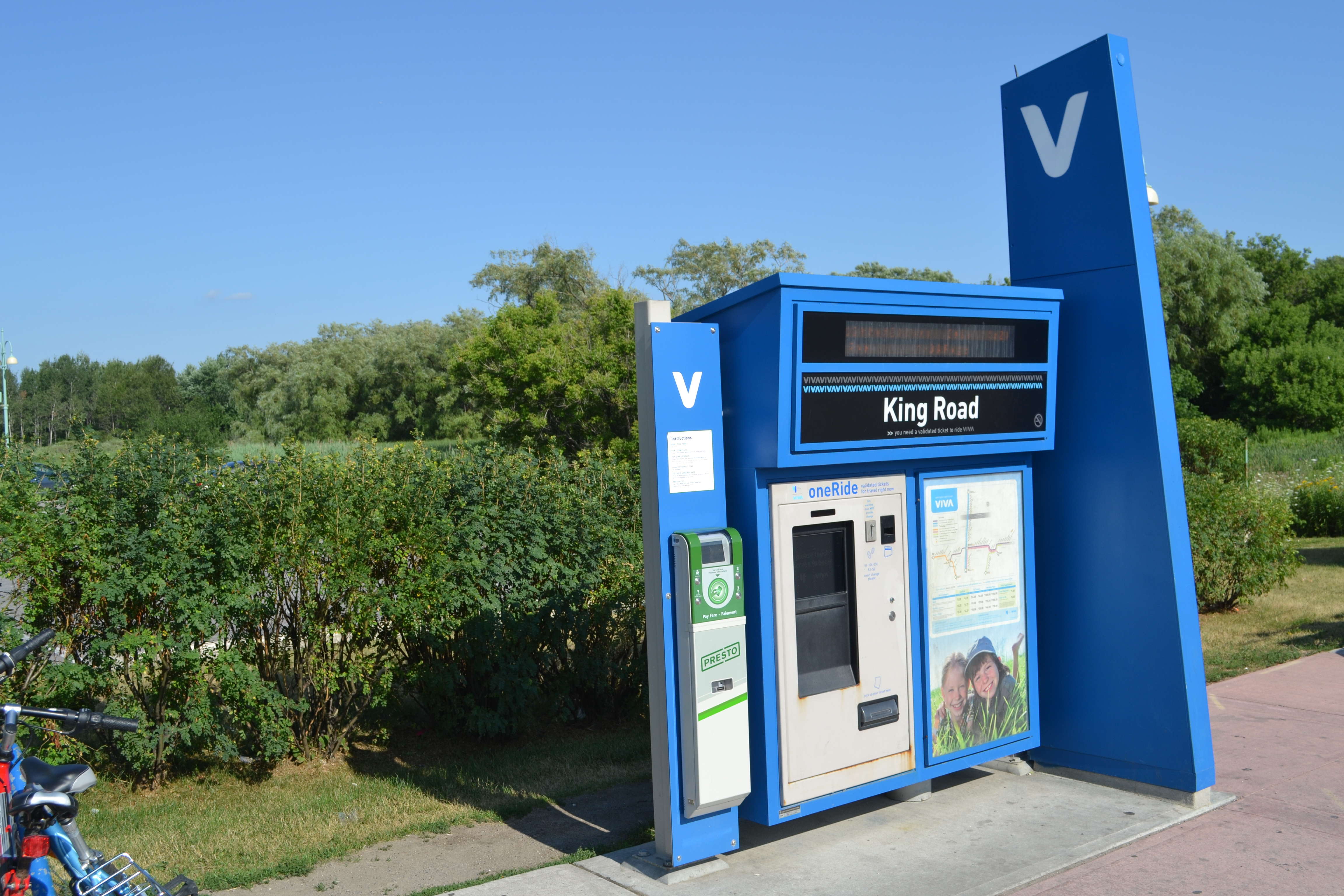
Viva快速公交系統藍線皇帝道車站

央街（約克1號區道，前為安大略11號省道）為區内的交通中軸，南通列治文山中區以至多倫多，北達奧羅拉和紐馬克特；貼近列治文山東界的404號高速公路則為南北向車流提供另一選擇。其他掠過或貫穿橡樹嶺的約克區道則包括巴佛士街（約克38號區道）、灣景大道（約克34號區道）、布盧明頓道（約克40號區道）和皇帝道（約克11號區道）等。
GO通勤鐵路並未貫穿橡樹嶺，但當地居民可前往奧羅拉站乘搭巴里線，或到戈姆利站（Gormley）乘搭列治文山線。
當地的巴士服務由約克區交通局營運。該機構旗下的Viva快速公交系統藍線貫穿橡樹嶺，沿央街連接紐馬克特和多倫多市的芬治地鐵站，沿途於橡樹嶺設有三個車站。此外亦有數條約克區交通局巴士線駛經橡樹嶺。

## 外部連結
- 维基共享资源上的相關多媒體資源：橡树岭